# Список серий аниме Eureka Seven: AO
Данная статья содержит описание серий аниме-сериала «Eureka Seven: AO», сиквеле сериала Eureka 7, оба из которых снял режиссёр Томоки Кёда на студии Bones. Всего было снято 24 серий и 1 OVA. Первая серия вышла в эфир в Японии 13 апреля 2012 года, а последняя — 20 ноября 2012 года.
Каждая серия имеет два названия, на японском и на английском языках. В оригинальном варианте используются названия реальных песен японских и зарубежных композиторов и исполнителей, при этом каждый эпизод имеет второе тематическое название на английском языке.

## Список серий
| 1 | «Рождённый проворным» «Bōn Surippī» (ボーン・スリッピー)                                                    | Born Slippy группы Underworld                              | 13 апреля 2012   |
| Мальчик Ао живет мирной жизнью на острове Ивадо, Окинава. Он сирота и воспитывается приемным дедом доктором Фукаи. Наемники Газель, Пиппо и Хан должны доставить военный груз, но пролетая рядом с островом, одна из их машин ломается, падает на пляж, они делают вынужденную остановку. На пляже был и Ао, машина чуть не сбила его с ног. Чемоданчик с грузом выпадает из рук одного наемника, чемоданчик раскрывается, и содержимое рассыпается по песку. Ао обнаружавает у себя под рукой бирюзовый браслет, забирает его и собирается идти домой. Вдруг происходит выброс Скаб-Коралла. Наемники и Ао срочно покидают пляж. Утром, доставив груз военным, обнаруживается, что не хватает одной части, наемники договариваются, что вернут потерянный браслет в течение 6 часов. На острове Ивадо вновь происходит выброс Скаб-Коралла, за ним сразу же еще один, и появляется Джи-монстр. Ао бежит от взрывов и пытается связаться со своей подругой Нару. Браслет начинает светиться, на нем проступает надпись "Эврика", которая сменяется на "Ао". В его воспоминаниях всплывает образ мамы и этот браслет. Наемники находят Ао, пытаются отобрать браслет, но он отбивается и кричит, что не знает, что это, не отдаст браслет - он обещал.                                                           | |                                                            |                  |
| 2 | «Называй это, как хочешь (пещера АО)» «Kōru Itto Howatto Yū Wonto» (コール·イット·ホワット·ユー·ウォント)   | Call It What You Want группы Tesla                         | 20 апреля 2012   |
| Международный спасательный отряд "Поколение Лазури" ждет разрешения приступить к спасательной операции. Группа "Крысоловы" в составе двух девочек: Елены и Флёр - уже готовы к вылету. Контрабандисты забирают Ао на корабль военных, что б он пилотировал меху и спас свой остров, ведь браслет - это ключ к ней. Джи-монстр атакует корабль, корабль идет ко дну, Ао решается завести военную меху, это снятый в прошлом году с эксплуатации IFO "Mark I". На экране появляется сообщение "С возвращением, Эврика", волосы Ао меняют цвет на бирюзовый. Ао уничтожает Джи-монстра и поспешно удаляется от прибывшего "Поколения Лазури", спрятав IFO в пещере. Весь остров уже знает, что именно Ао пилотировал "Морского дьявола", все ищут мальчика. Нару находит Ао и говорит, что видела его бой во сне, там он как раз был с бирюзовыми волосами. Все как 10 лет назад - остров спасен благодаря IFO. | |                                                            |                  |
| 3 | «Тем не менее борьба (секретная операция)» «Sutiru Faitingu» (スティル・ファイティング)                     | Still Fighting группы The Sabres of Paradise               | 27 апреля 2012   |
| 4 | «Иди сюда (завод кораллов)» «Wōku Disu Wei» (ウォーク・ディス・ウェイ)                                      | Walk This Way от Aerosmith                                 | 4 мая 2012       |
| 5 | «Сожми (синее поколение)» «Taitun Appu» (タイトゥン・アップ)                                                | Tighten Up группы Archie Bell & the Drells                 | 11 мая 2012      |
| Троица пробралась на базу "Поколения Лазурь" зайцами, спрятавшись в кабине ИФО. Теперь они требуют отвести их к руководству. Ао обследуют, его показатели совпадают с человеческими кроме одного - строения сетчатки, он может видеть электромагнитные волны, ультрафиолет и инфракрасные лучи. "Тогда, возможно, этот мир выглядит совсем иначе для него," - замечает Флер. Ао говорят, что никаких отклонений нет. Кристоф Бланк - президент "Поколения Лазурь", Газель шантажирует его тем, что видел как организация извлекала что-то из нароста Скаб-Коралла, после чего он стал серым и перестал испускать излучение. Президент находит троих парней довольно занятными и берет их в штат. Ребекка недовольна такими безрассудными действиями шефа. "Крысоловы" знакомят Ао с обстановкой базы, попутно разыскивая пропавшего ленивца. Ао знакомится с еще одной командой пилотов - "Златовласками". Произошел очередной выброс Скаб-Коралла, "Златовласок" отозвали на задание. "Скрытый" прятался внутри бури и застал отряд в расплох, связь с "Златовласками" потеряна. Для подкрепления вызывают "Крысоловов". Ао в замешательстве, он не знает что ему делать на базе. Командир отряда "Крысоловов" выдает Ао форму пилота и командует переодеваться. "Makr I" официально переименовали в "Нирваш". | |                                                            |                  |
| 6 | «Зажги мой огонь (положение обязывает)» «Raito Mai Faiā» (ライト・マイ・ファイアー)                         | Light My Fire группы The Doors                             | 18 мая 2012      |
| Таинственные люди появляются в Шанском нагорье, Республика Союза Мьянмы и в пригороде Лимы, Республика Перу. Оба места связаны с наркотиками. И там, и там происходит перестрелка. Зачинщики меняют внешность и скрываются. "Крысоловы" прибыли к месту появления "Скрытого", "Медон" взрывается, лоб в лоб столкнувшись со "Скрытым". От взрыва тучи расступились, основное тело "Скрытого" теперь обнаружилось. Уровень траппы упал, "Крысоловам" приказано развернуться. Появляется неизвестный "Эйзенхауэр", он атакует "Скрытого" и улетает. Бой дальше не продолжается. Всех выживших членов отряда "Златовласки" доставляют в госпиталь. Бруно-сан среди погибших. Елена и Флер возвращаются к заданию по уничтожению "Скрытого". Ао заснул в госпитале, он уже два дня на ногах , его решили оставить отдыхать. Хлоэ будит Ао, так как ей мешает его храп. Она рассказывает, что случилось, и какой у нее был план. Это наталкивает Ао на свое решение, и он отправляется присоединиться к "Крысоловам". "Нирваш" уничтожает "Скрытого". Вернувшись в общежитие, Ао и Елена видят как увозят вещи погибшего Бруно. В его комнате Ао видит надпись на бумагах "Never let children die!!" (Дети не должны погибать!) и фотографию Бруно с отрядом "Златовласок".                                          | |                                                            |                  |
| 7 | «Никто не виноват (до свидания, ангел)» «Nō Wan Izu Inosento» (ノー・ワン・イズ・イノセント)                | No One Is Innocent группы Sex Pistols                      | 25 мая 2012      |
| Таинственный человек, меняющий внешность, проникает на базу "Поколения Лазурь" и устраиват погром. Он называет себя Правда. Если его не получится остановить, отдан приказ стереть все данные, увезти IFO и спрятать пилотов. В случае необходимости даже уничтожить 'это' и всю штаб-квартиру. Правда нападает на "Нирваш" и Ао, который пытается улететь с базы. Ао снится странный кошмар, он просыпается в больнице после трех дней без сознания. Флер говит, что он улетел с нарушителем и разбился. Она показывает ему статью, в которой написано о пропаже Неру - её похитил незвестный, на фото Неру и Правда поднимаются в небо. Кошмар Ао оказался реальностью. | |                                                            |                  |
| 8 | «Одна нация под резьбу (синий гром)» «Wan Neishon Andā A Gurūvu» (ワン・ネイション・アンダー・ア・グルーヴ) | One Nation Under a Groove группы Funkadelic                | 1 июня 2012      |
| 9 | «В темноте мы живём (враг ниже)» «In Za Dāku Wī Rivu» (イン・ザ・ダーク・ウィー・リヴ)                      | In the Dark We Live от Felix Da Housecat                   | 8 июня 2012      |
| 10 | «Отпустите себя (крысолов из Хамельна)» «Rirīsu Yua Serufu» (リリース・ユア・セルフ)                        | Release Yourself группы Graham Central Station             | 22 июня 2012     |
| 11 | «Плато зеркала (зеркало мира)» «Puratō Obu Mirā» (プラトー・オブ・ミラー)                                   | The Plateaux of Mirror от Гарольда Бадд и Брайана Ино      | 29 июня 2012     |
| 12 | «Шаг в мир (небо и землю)» «Suteppu Intu A Wārudo» (ステップ・イントゥ・ア・ワールド)                       | Step into a World дуэта KRS-One                            | 6 июля 2012      |
| 13 | «Девушка-радуга (лунный корабль)» «Shīzu A Reinbō» (シーズ・ア・レインボウ)                                 | She’s a Rainbow группы The Rolling Stones                  | 13 июля 2012     |
| 14 | «Звездный огонь (другая правда)» «Sutāfaiā» (スターファイアー)                                              | Starfire группы DragonForce                                | 20 июля 2012     |
| 15 | «Боеголовка (гуманоидный секрет)» «Wō Heddo» (ウォー・ヘッド)                                               | War Head от Рюити Сакамото                                 | 27 июля 2012     |
| 16 | «Стражи Молота (следующий этап)» «Gādianzu Hanmā» (ガーディアンズ・ハンマー)                                | Guardians Hammer DJ KAGAMI                                 | 17 августа 2012  |
| 17 | «Жизнь в розовом цвете (книга Йоханссона)» «Ra Vian Rōzu» (ラ・ヴィアン・ローズ)                            | La Vie en rose от Эдит Пиаф                                | 24 августа 2012  |
| 18 | «Не смотри вниз (третий двигатель)» «Donto Rukku Daun» (ドント・ルック・ダウン)                             | Don't Look Down от Дэвида Боуи                             | 31 августа 2012  |
| 19 | «Может быть, завтра (день)» «Meibī Tumorō» (メイビー・トゥモロー)                                           | Maybe Tomorrow дуэта The Jackson 5                         | 7 сентября 2012  |
| 20 | «Лучшие дни впереди (последнее сообщение)» «Betā Deizu Aheddo» (ベター・デイズ・アヘッド)                   | Better Days Ahead от Нормана Брауна                        | 14 сентября 2012 |
| 21 | «Мир 2 Мир (восходящее солнце)» «Wārudo Tu Wārudo» (ワールド・トゥ・ワールド)                               | World 2 World группы Underground Resistance                | 21 сентября 2012 |
| 22 | «Galaxy 2 Galaxy (коралловые носители)» «Gyarakushī Tu Gyarakushī» (ギャラクシー・トゥ・ギャラクシー)       | Galaxy 2 Galaxy от Майка Бэнкса                            | 28 сентября 2012 |
| 23 | «Последний рубеж (Рэнтон Торстон)» «Za Fainaru Furontia» (ザ・ファイナル・フロンティア)                     | The Final Frontier группы Iron Maiden                      | 20 ноября 2012   |
| 24 | «Дверь в лето» «Natsu e no Tobira» (夏への扉)                                                               | Natsu e no Tobira (The Door Into Summer) от Тацуро Ямасита | 20 ноября 2012   |